# 姉崎町
姉崎町（あねさきまち）は、千葉県中央部の千葉地域にかつて存在した町。現在の市原市とほぼ同範囲を郡域とする市原郡に属していた。

## 概要
1889年の町村制施行にともない鶴牧村（つるまきむら）として発足し、1891年に町制を布いた際に姉崎町に改称した。昭和の大合併により廃止されて市原市の一部となった。
旧町域は市原市役所姉崎支所の管轄区域、また後年一部は市原市役所有秋支所の管轄区域となっており、姉崎地区及び有秋地区と呼ばれている。

## 地理

### 地形
北西方向は東京湾に面している。埋め立て以前の浜は遠浅で、太平洋沿岸や南房総のような大きく激しい波がなく、毎年3月の大干潮では岸から4,800m程の沖合まで徒歩で行くことが可能で、満潮の時には7 - 10m位の場所まで泳ぐことが出来た。東京湾の奥に富士山一帯の連峰を見渡せ、北の遥かには筑波山を眺めることができる。

### 気候
気象上、この地方一帯は、熱が取り払われた海風によって、涼味に浸ることができた。

### 河川
主な河川は以下の通りである。
- 椎津川
- 深城川
- 片又木川

### 隣接自治体
- 市原郡
  - 五井町
  - 南総町
- 君津郡
  - 袖ヶ浦町
  - 平川町

## 地域
町内の大字は以下の通りであった。
| 町村制 | 町村制 | 町村制     | 大字     |
| 併合後 | 施行後 | 施行前     | 大字     |
| ------ | ------ | ---------- | -------- |
| 姉崎町 | 鶴牧村 | 姉ヶ崎村   | 姉崎     |
| 姉崎町 | 鶴牧村 | 畑木村     | 畑木     |
| 姉崎町 | 鶴牧村 | 椎津村     | 椎津     |
| 姉崎町 | 鶴牧村 | 深城村     | 深城     |
| 姉崎町 | 鶴牧村 | 豊成村     | 豊成     |
| 姉崎町 | 鶴牧村 | 不入斗村   | 不入斗   |
| 姉崎町 | 鶴牧村 | 片又木村   | 片又木   |
| 姉崎町 | 鶴牧村 | 立野村     | 立野     |
| 姉崎町 | 千種村 | 今津朝山村 | 今津朝山 |
| 姉崎町 | 千種村 | 白塚村     | 白塚     |
| 姉崎町 | 千種村 | 柏原村     | 柏原     |

## 行政

### 行政中央機関
- 姉崎町役場

## 産業

### 観光業
埋め立て以前の観光は、潮干狩りや海水浴が中心であった。海は穏やかで、遠浅でハマグリ、バカガイなどの貝類が養殖されている浜であったため、特に当時の女性が「危険の少ない潮干狩り場」としてよく訪れており、東京の各女学校から学生が潮干狩りによく訪れていたという。太平洋沿岸や房州のような大きく激しい波がなく、やはり女性の海水浴に人気であった。町営の脱衣場が整備され、公衆浴場もでき、事務所がある等、様々な海水浴客の求めに応えられる設備が整っていた。

## 歴史

### 年表
- 1871年（明治4年）
  - 7月14日[注釈 1] - 鶴牧県が誕生する[1]。
  - 11月 - 鶴牧県が木更津県に吸収される[1]。
- 1873年（明治6年）
  - 6月15日
    - 木更津県と印旛県が併合して千葉県となる[1]。
    - 姉崎小学校が妙経寺裏にて開校[1]。
- 1878年（明治11年）7月22日 - 郡区町村編成法により市原郡が誕生する[1]。
- 1889年（明治22年）
  - 4月1日 - 町村制施行により、姉ヶ崎村・椎津村・深城村・豊成村・立野村・不入斗村・片又木村・迎田村・畑木村が併合して鶴牧村が発足する[1]。
  - 4月4日 - 深城小学校と片又木小学校が統合して有秋尋常小学校が開校する[1]。
- 1890年（明治23年）10月18日 - 帝国海軍が姉崎沖停泊後に遭難して10名死亡[3]。のちに妙経寺に墓建立[3]。
- 1891年（明治24年）6月1日 - 町制施行と同時に鶴牧から姉崎に改称し、姉崎町発足する[1]。
- 1897年（明治30年）2月25日 - 姉崎小学校が姉崎尋常高等小学校となる[1]。
- 1912年（明治45年）3月28日 - 国鉄木更津線の姉ケ崎駅が開業する[1]。
- 1931年（昭和6年）4月1日 - 私立姉崎農業実科学校が開校[1]。現在の姉崎いちじくの元となる『桝井ドウフィン』という品種のイチジクを導入[1]。
- 1941年（昭和16年）4月1日 - 姉崎尋常高等小学校が姉崎国民学校、有秋尋常小学校が有秋国民学校となる[1]。
- 1947年（昭和22年）4月1日 - 学校教育法施行に伴い姉崎国民学校が姉崎町立姉崎小学校、有秋国民学校が姉崎町立有秋小学校と改称したほか、姉崎町立姉崎中学校が開校する[1]。
- 1955年（昭和30年）
  - 3月31日 - 五井町の旧千種村域のうち今津朝山・白塚・柏原を編入する[1]。
  - 4月1日 - 姉崎町立朝山小学校が開校する[1]。
- 1962年（昭和37年） - 千葉市が市原郡など周辺地域を取り込み大千葉市建設を目論んでいたことに対抗して、五井町が姉崎町と併合して南葉町を発足させる計画を企てるも中止となる[1]。
- 1963年（昭和38年）5月1日 - 姉崎町と市原町・五井町・三和町・市津町が併合して市原市となり消滅[1]。以降市原市の姉崎地区となる[1]。

## 生活

### 明治後期 - 大正時代
避暑地として新開な地域であったため、人々は純朴であり、都会人を見て暴力行為を行うことは決してなく、むしろ優待していたという。物価は安く、特に魚類は新鮮溌溂なものが常に食膳に並んでいた。当時、東京で風味の良い魚の多くは、この辺りで獲れたものに限られていると言われていた位である。野菜は近在の生産者から直接買われ、その他梨桃などの果物は「市原梨」と言う風味の良いものが多く生産されていた。家賃は1ヶ月畳代1円50銭から2円程であり、比較的安価であった。また、飲料水が清洌で噴出するので、保健上で配慮するところが少なかった。

## 施設
- 姉ケ崎駅
- 姉ヶ崎港
- 姉崎町役場
- 姉崎町立姉崎公民館
- 姉崎町立姉崎小学校
- 姉崎町立有秋小学校
- 姉崎町立朝山小学校
- 姉崎町立姉崎中学校

## 名所
- 姉埼神社
  - 明神の森
  - 夫婦杉
- 嶋穴神社
- 八坂神社
- 妙経寺
- 瑞安寺
- 二子塚古墳
- 鶴牧城跡
- 椎津城跡
- 椎浦
- 八反歩の景（舞妓の浜）
- 千種の浦

## 交通
- 日本国有鉄道房総西線姉ケ崎駅
- 姉ヶ崎港